# Lope
Lope é um filme baseado na vida do poeta e dramaturgo espanhol Lope de Vega.

## Produção
O filme recebeu apoio do governo brasileiro que concedeu, através do BNDES, um crédito de R$3,9 milhões à produtora Conspiração Filmes. O valor estaria dentro de um programa especial de apoio à indústria audiovisual.

## Elenco
- Alberto Ammann como Lope de Vega
- Leonor Watling como Isabel de Urbina
- Pilar López de Ayala como Elena Osorio
- Antonio de la Torre como Juan de Vega
- Juan Diego como Jerónimo Velázquez
- Luis Tosar como Frai Bernardo
- Ramón Pujol como Claudio
- Selton Mello como Marqués de Navas
- Sônia Braga como Paquita
- Jordi Dauder como Porres
- Miguel Angel Muñoz como Tomás de Perrenot
- Antonio Dechent como Salcedo
- Carla Nieto como María de Vega